# Лазаровци
Лазаровци (мкд. Лазаровци) су насеље у Северној Македонији, у западном делу државе. Лазаровци припадају општини Кичево.

## Географија
Насеље Лазаровци је смештено у западном делу Северне Македоније. Од најближег већег града, Кичева, насеље је удаљено 4 km североисточно.
Лазаровци се налазе у историјској области Кичевија, око града Кичева. Село се сместило у на западним падинама планине Коњаник, док се западно од насеља пружа Кичевско поље. Надморска висина насеља је приближно 660 метара.
Клима у насељу, и поред знатне надморске висине, има жупне одлике, па је пре умерено континентална него планинска.

## Становништво
Лазаровци су према последњем попису из 2002. године имали 88 становника,.
Већинско становништво у насељу чине етнички Македонци (100%).
Претежна вероисповест месног становништва је православље.

## Знаменитости
Цркве:
- Црква Светог Ђорђа—црква из 16. века

Археолошки локалитети:
- Рашо Ливада—депо у коме се чува новац из средњег века
- Сретсело—насеље из раног средњег века
- Стар Задел—депо у коме се чува сребрни новац из средњег века